# Communauté de communes du Sud Messin
La communauté de communes du Sud Messin (CCSM) est une communauté de communes, située dans le département français de la Moselle en région Grand Est.

## Historique
La communauté de communes du Sud Messin a été créée le 1er janvier 2014 par la fusion des trois communautés de communes de l'Accueil de l’aéroport régional de Lorraine, du Vernois, et de Rémilly et environs. 
Le 1er septembre 2014, par arrêté préfectoral du 20 août 2014, la commune de Villers-Stoncourt, issue de l'ancienne communauté de communes de Rémilly et environs,  quitte la communauté de communes du Sud messin et intègre la communauté de communes du Pays de Pange pour des raisons géographiques et socio-économiques,.

## Territoire communautaire

### Géographie
Au sud de l'agglomération messine, le territoire de la communauté de communes du Sud Messin s'étend entre la vallée de la Seille à l'ouest et de la Nied à l'est et couvre une surface d'environ 250 km2, et est structuré autour trois pôles de Verny, Solgne et Rémilly
Le territoire communautaire, bien qu'influencé par le développement de l'agglomération messine, est resté à caractère rural. Il dispose néanmoins d'infrastructures importantes : 
- Gare de Lorraine TGV à Louvigny et gare de Rémilly ;
- Aéroport de Metz-Nancy-Lorraine
- Routes départementales 913, 955 et 999 ;

et est proche de la RN431 au nord et de l’A31 à l’est.

### Composition
En 2022, la communauté de communes est composée des 34 communes suivantes :

| Nom               | Code Insee | Gentilé        | Superficie (km2) | Population (dernière pop. légale) | Densité (hab./km2) |
| ----------------- | ---------- | -------------- | ---------------- | --------------------------------- | ------------------ |
| Goin (siège)      | 57251      | Godinvillois   | 9,07             | 352 (2022)                        | 39                 |
| Ancerville        | 57020      | Ancervillois   | 5,23             | 299 (2022)                        | 57                 |
| Aube              | 57037      | Albins         | 5,31             | 266 (2022)                        | 50                 |
| Béchy             | 57057      |                | 9,57             | 614 (2022)                        | 64                 |
| Beux              | 57075      | Reboyeux       | 5,03             | 297 (2022)                        | 59                 |
| Buchy             | 57116      | Buchois        | 3,58             | 98 (2022)                         | 27                 |
| Chanville         | 57127      | Chanvillois    | 3,89             | 149 (2022)                        | 38                 |
| Cheminot          | 57137      | Caminetois     | 11,5             | 824 (2022)                        | 72                 |
| Chérisey          | 57139      |                | 5,07             | 276 (2022)                        | 54                 |
| Fleury            | 57218      | Fleuriens      | 9,71             | 1 284 (2022)                      | 132                |
| Flocourt          | 57220      |                | 4,53             | 129 (2022)                        | 28                 |
| Foville           | 57231      | Fovillois      | 3,45             | 103 (2022)                        | 30                 |
| Lemud             | 57392      | Lemudois       | 4,24             | 524 (2022)                        | 124                |
| Liéhon            | 57403      |                | 5,38             | 131 (2022)                        | 24                 |
| Louvigny          | 57422      | Louvignois     | 15,82            | 879 (2022)                        | 56                 |
| Luppy             | 57425      | Loups          | 16,26            | 588 (2022)                        | 36                 |
| Moncheux          | 57472      |                | 7,35             | 146 (2022)                        | 20                 |
| Orny              | 57527      | Ornois         | 7,3              | 418 (2022)                        | 57                 |
| Pagny-lès-Goin    | 57532      |                | 5,17             | 231 (2022)                        | 45                 |
| Pommérieux        | 57547      | Pommériciens   | 4,31             | 728 (2022)                        | 169                |
| Pontoy            | 57548      | Pontoisiens    | 10,12            | 601 (2022)                        | 59                 |
| Pournoy-la-Grasse | 57554      | Poneux         | 7,19             | 741 (2022)                        | 103                |
| Rémilly           | 57572      | Rominois       | 18,94            | 2 050 (2022)                      | 108                |
| Sailly-Achâtel    | 57605      | Chastisalliens | 8,18             | 316 (2022)                        | 39                 |
| Saint-Jure        | 57617      | Juramontais    | 10,61            | 281 (2022)                        | 26                 |
| Secourt           | 57643      | Secourtois     | 7,31             | 202 (2022)                        | 28                 |
| Sillegny          | 57652      | Sillegnois     | 10,46            | 633 (2022)                        | 61                 |
| Silly-en-Saulnois | 57653      |                | 2,35             | 34 (2022)                         | 14                 |
| Solgne            | 57655      | Solgnois       | 7,29             | 1 138 (2022)                      | 156                |
| Thimonville       | 57671      |                | 7,4              | 140 (2022)                        | 19                 |
| Tragny            | 57676      |                | 5,43             | 88 (2022)                         | 16                 |
| Verny             | 57708      | Vernois        | 3,9              | 2 056 (2022)                      | 527                |
| Vigny             | 57715      | Vignois        | 5,83             | 386 (2022)                        | 66                 |
| Vulmont           | 57737      | Vulmontois     | 3,09             | 31 (2022)                         | 10                 |

### Démographie
| 1968  | 1975  | 1982   | 1990   | 1999   | 2008   | 2013   | 2019   |
| ----- | ----- | ------ | ------ | ------ | ------ | ------ | ------ |
| 7 617 | 9 363 | 11 191 | 12 395 | 13 286 | 15 031 | 15 580 | 16 535 |

« Depuis le milieu des années 1960, les communes du Sud Messin connaissent un important développement de leur population. Ainsi, la population du Sud Messin a doublé entre 1962 et 2014 en passant de 7 500 à environ 15 300 habitants. Au 1er janvier 2022, la CC du Sud Messin compte 16 908 habitants ».

## Organisation n

### Siège
Le siège de la communauté de communes du Sud Messin est fixé à Goin, au Bâtiment tertiaire de l'aéroport, 2 rue Pilâtre de Rozier.

### Élus
La communauté de communes est administrée par son conseil communautaire, composé pour la mandature 2020-2026  de  56 conseillers municipaux représentant chacune des  communes membres et répartis de la façon suivante en fonction de leur population ;

- 6 délégués pour  Rémilly et  Verny ;

- 3 délégués pour Solgne et Fleury ;

- 2  délégués pour Louvigny, Pommérieux et  Cheminot ;

- 1 délégué et son suppléant pour les autres communes.

Au terme des élections municipales de 2020 en Moselle, le  conseil communautaire renouvelé a élu le 16 juillet 2020 sa nouvelle présidente, Brigitte Torloting, maire de Louvigny, ainsi que ses 8 vice-présidents, qui sont :
1. Jean-Luc Saccani, maire de Rémilly, chargé des finances et des ressources humaines ;
2. Victorien Nicolas, maire de Verny, chargé de l’aménagement du territoire, de l’urbanisme et des transports ;
3. Stéphane Nicolas, maire de Sailly-Achâtel, chargé  du développement économique et tourisme ;
4. Raphaël Elin, maire de Pommérieux, chargé des déchets ménagers ;
5. Jean-Marc REMY, maire de Goin, chargé du très haut débit et applications ;
6. Brigitte Nicolas-Lorrain, 1re maire-adjointe de Pournoy-la-Grasse, chargée de la petite enfance, du périscolaire et de l’extrascolaire ;
7. François Henot, maire de Cheminot, chargé de l’appui aux communes, de l’habitat et des chemins de randonnée ;
8. Gilles Drouin, maire de Bechy, chargé du sport, de la culture, soutien aux associations.

Pour la mandature 2020-2026, le bureau communautaire, organe de préparation des décisions qui sont ensuite soumises au conseil communautaire pour délibération, est constitué du président, des 8 vice-présidents et de 3 conseillers délégués.

### Liste des présidents
| Période         | Période         | Identité              | Étiquette | Qualité                         |
| --------------- | --------------- | --------------------- | --------- | ------------------------------- |
| 15 avril 2014   | 16 juillet 2020 | Jean-Paul Eckenfelder | SE        | Maire de Fleury (depuis 1995)   |
| 16 juillet 2020 | En cours        | Brigitte Torloting    |           | Maire de Louvigny (depuis 2014) |

### Compétences
L'intercommunalité exerce les compétences qui lui ont été transférées par les communes membres, dans les conditions déterminées par le code général des collectivités territoriales. Il s'agit de :
- Aménagement de l’espace : soutien des actions de gestion de l’espace, de préservation, de réhabilitation et de mise en valeur des paysages naturels, agricoles, forestiers et urbains en appuyant les communes qui souhaitent définir un projet de développement villageois, numérisation du cadastre et mise en place d’un système d’information géographique (SIG), élaboration et suivi du SCOT de l’agglomération messine et schémas de secteur, réseaux et services locaux de communications électroniques ;
- Développement économique : zones d'activité, politique locale du commerce et soutien aux activités commerciales d'intérêt communautaire,  assurer le maintien, l’environnement et l’accueil des entreprises à travers une aide au conseil et à la création de bâtiments relais ; soutien des projets de développement agricoles, artisanaux, commerciaux, industriels à travers des opérations collectives : opération groupée d’aménagement foncier ou opération de rénovation de l’artisanat et du commerce, accompagnement de  l’évolution économique du territoire liée à l’aéroport régional de Lorraine et à la gare TGV Lorraine, mise en place d'une politique de développement touristique à l’échelle de la communauté de communes (promotion du tourisme,  dont la création d’offices de tourisme et aménagement des circuits de promenades et randonnées, études préalables relatives à la mise en valeur des ouvrages présentant un intérêt touristique, favoriser la création d’hébergement touristique rural par le secteur privé) et toute action concourant au développement économique ;
- Gestion des milieux aquatiques et prévention des inondations (GEMAPI)
- Aire d’accueil des gens du voyage
- Collecte et traitement des déchets des ménages et déchets assimilés.
- Protection et mise en valeur de l’environnement : zones de développement de l’éolien,
- Politique du logement et cadre de vie : soutien des opérations de réhabilitation du patrimoine bâti dans les villages au travers des OPAH et des PIG.
- Voiries reconnues d'intérêt communautaires ;
- Action sociale (Petite enfance) : Relais d’Assistants Maternels intercommunal ;
- Construction, entretien et fonctionnement des équipements sportifs : Stades de football de Verny et de Sogne, installations sportives des collèges)

- Insertion sociale et professionnelle des jeunes : mise en place en direction des jeunes d'une animation en liaison avec les organismes agréés pour éviter le désœuvrement et la petite délinquance ;
- Aide à l’entretien des villages de la Communauté et à l’amélioration des moyens techniques et logistiques des Communes de la Communauté de Communes.
- Instruction technique des autorisations d’urbanisme ;
- contrôle de l’assainissement non collectif ;
- Aires de covoiturage  ;
- Accueil péri-extrascolaire, halte-garderie parentale : étude et diagnostic en matière de petite enfance et de jeunesse à l’échelle du territoire communautaire, contrat enfance et de la convention d’objectifs et de financement avec la CAF ou tout autre dispositif qui viendrait s’y substituer etmise en œuvre de ceux-ci dans la limite des compétences communautaires, établissements de services d’accueil, le cas échéant en partenariat avec des associations : accueil périscolaire et/ou extrascolaire, halte-garderie parentale existante ou à créer.
- Assainissement collectif, dans les conditions déterminées par les anciennes communautés de communes sur leurs territoires respectifs.

### Régime fiscal et budget
La communauté de communes est un établissement public de coopération intercommunale à fiscalité propre.
Afin de financer l'exercice de ses compétences, l'intercommunalité perçoit la fiscalité professionnelle unique (FPU) – qui a succédé à la taxe professionnelle unique (TPU) – et assure une péréquation de ressources entre les communes résidentielles et celles dotées de zones d'activité.
Elle bénéficie d'une bonification de sa dotation globale de fonctionnement (DGF) et ne reverse pas de dotation de solidarité communautaire (DSC) à ses communes membres.

## Projets et réalisations
Conformément aux dispositions légales, une communauté de communes a pour objet d'associer des « communes au sein d'un espace de solidarité, en vue de l'élaboration d'un projet commun de développement et d'aménagement de l'espace ».